# پیتر کورنلی
پیتر کورنلی (انگلیسی: Petr Cornelie؛ زادهٔ ۲۶ ژوئیهٔ ۱۹۹۵) بازیکن بسکتبال اهل فرانسه است.
وی در مسابقات کشوری و بین‌المللی در مجموع برندهٔ ۱ مدال نقره شده‌است.